# Mürzzuschlag

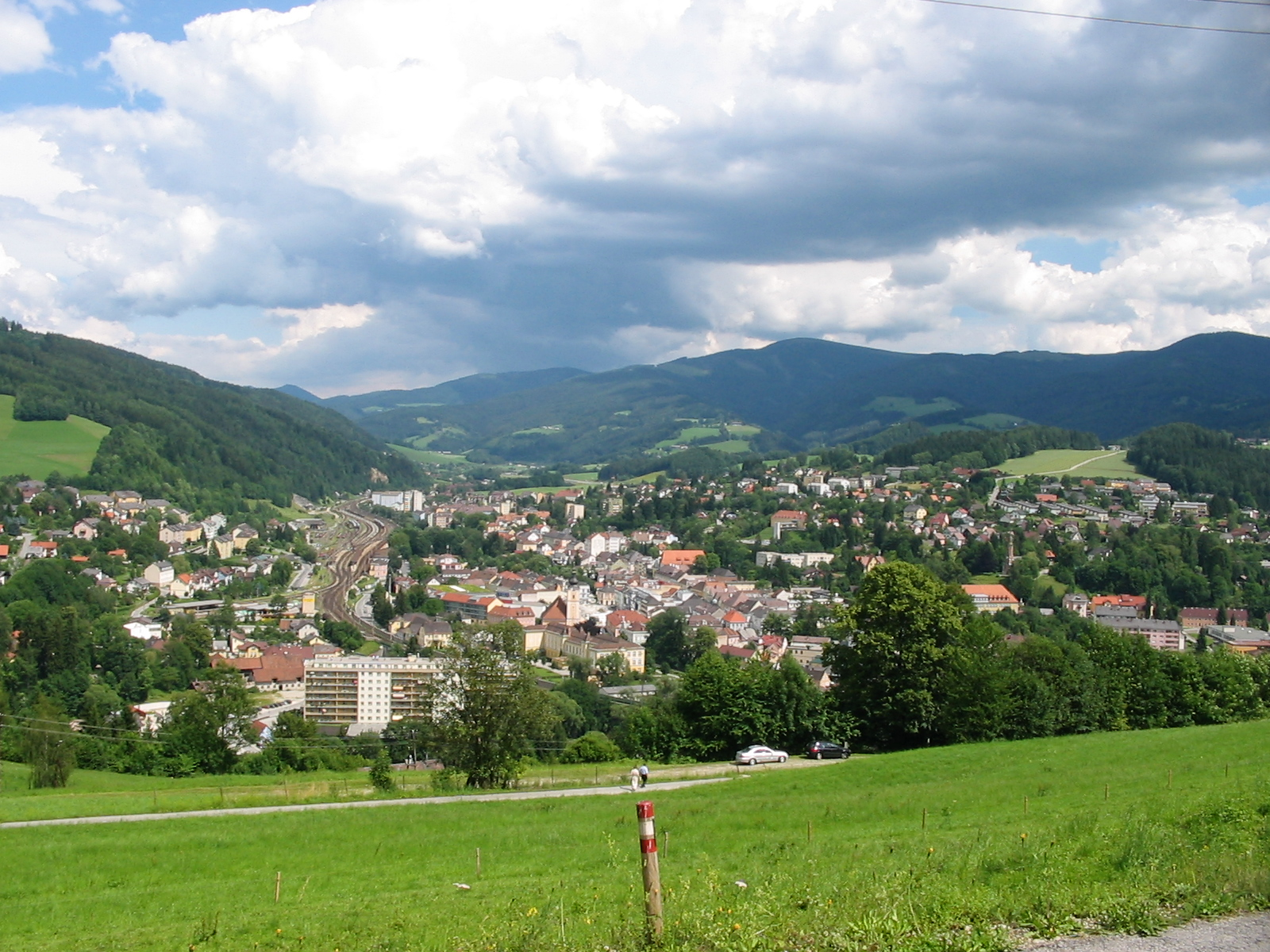
Mürzzuschlag

Mürzzuschlag este un oraș situat în districtul Mürzzuschlag, landul Steiermark, Austria.